# Angolablauwfazantje
Het Angolablauwfazantje (Uraeginthus angolensis) is een kleurig vogeltje uit de familie van de prachtvinken (Estrildidae).

## Kenmerken
Hij heeft een grijsbruin schedelkapje. De nek en bovenzijde zijn bruin, de vleugels zijn wat donkerder. De kin, borst, flanken en achterste gedeelte van de romp is blauw evenals de staart, waarvan de buitenste veren bruin kunnen zijn. Deze soort lijk veel op het blauwfazantje, maar bij het mannetje ontbreekt de rode wangvlek en het blauw loopt door tot op de buik.  Het vrouwtje is wat minder fel van kleur. Bovendien is deze soort iets groter dan het gewone blauwfazantje, namelijk van kop tot puntje van de staart meet hij 13 centimeter.

## Verspreiding en leefgebied
Deze soort komt voor in zuidelijk Afrika en telt drie ondersoorten:
- U. a. angolensis: Sao Tomé, zuidwestelijk Congo-Kinshasa, noordelijk Angola en noordwestelijk Zambia.
- U. a. cyanopleurus: zuidelijk Angola, zuidwestelijk Zambia, noordwestelijk Zimbabwe en noordelijk Botswana.
- U. a. niassensis: van oostelijk Tanzania tot oostelijk Zuid-Afrika.

## Status
De grootte van de populatie is niet gekwantificeerd maar de soort wordt omschreven als algemeen tot plaatselijk zeer talrijk. Op de Rode lijst van de IUCN heeft deze soort de status niet bedreigd.